# Clifton-upon-Dunsmore
Clifton-upon-Dunsmore is een civil parish in het bestuurlijke gebied Rugby, in het Engelse graafschap Warwickshire met 1304 inwoners.